# Conseil de Mid-Coast
Le conseil de Mid-Coast (en anglais : Mid-Coast Council) est une zone d'administration locale située dans l'État de Nouvelle-Galles du Sud en Australie, créée en 2016, dont le chef-lieu est Taree.

## Géographie
La zone s'étend sur 10 053 km2 dans la région de Mid North Coast à l'est de la Nouvelle-Galles du Sud. Elle s'ouvre sur la mer de Tasman sur 190 km entre les villes côtières de Hawks Nest et Tea Gardens au sud jusqu'au parc national de Crowdy Bay vers le nord. Elle comprend les lacs Myall et Wallis. Elle s'étend à l'intérieur des terres jusqu'au parc national de Barrington Tops à l'ouest de Gloucester.
Elle abrite les villes côtières de Crowdy Head, Forster, Harrington, Seal Rocks et Taree. Les autres localités importantes sont Bulahdelah, Gloucester et Wingham.

## Histoire
Le conseil est créé le 12 mai 2016 par la fusion du comté de Gloucester, du conseil des Grands Lacs et de la ville de Grand Taree.

## Démographie
| Année | Population       |
| ----- | ---------------- |
| 2016  | 90 303 habitants |
| 2021  | 96 579 habitants |

## Politique et administration
Le conseil comprend onze membres élus pour un mandat de quatre ans, qui à leur tour élisent parmi eux le maire et le maire adjoint pour deux ans. À la suite des élections du 4 décembre 2021, le conseil comprend sept indépendants, deux libéraux, un travailliste et un vert.

### Liste des maires
| Période          | Période      | Identité      | Étiquette   | Qualité |
| ---------------- | ------------ | ------------- | ----------- | ------- |
| 9 septembre 2017 | janvier 2022 | David West    | Indépendant |         |
| 12 janvier 2022  | en cours     | Claire Pontin | Indépendant |         |

La zone est rattachée à la circonscription de Lyne pour les élections fédérales et partagée entre celles de Myall Lakes, Port Macquarie, Port Stephens et Upper Hunter pour les élections à l'Assemblée législative de Nouvelle-Galles du Sud.